# Pertyoideae
Pertyoideae es una subfamilia de plantas con flores perteneciente a la familia de las asteráceas. 
Subfamilia que comprende 6 géneros y unas 70 especies incluidas en una sola tribu (Pertyeae) y distribuidas en Asia (Afganistán hacia el sudeste del continente). Las flores presentan la corola profunda y desigualmente dividida, los brazos estigmátcos son cortos, pilosos a papilosos en su cara abaxial. El número cromosómico básico es x=12 a 15. El género más grande es Ainsliaea con aproximadamente 50 especies.

## Géneros
- Ainsliaea - Catamixis - Diaspananthus - Macroclinidium - Myripnois - Pertya.[2]